# IBK Dalen
IBK Dalen, innebandyklubb i Umeå, bildad 1990. IBK Dalen är en av några framstående innebandyklubbar i Sverige som har båda representationslagen, dam- och herrlaget, i  den högsta serien; Svenska Superligan. Föreningen har cirka 750 medlemmar och 33 lag i seriespel. Hemmaarenan är Umeå Energi Arena Vind för både damlaget och herrlaget samt Musköten för juniorer/ungdom. Publikrekordet är på 2700 personer i Umeå Energi Arena Vind (fullsatt).

## Historia
Föreningen IBK Dalen bildades 1990 av två kompisgäng från Grubbe-Umedalen och Hissjö-Håkmark. Målsättningen var att bilda ett lag för licensierat spel i division IV.
Herrlaget jobbade sig igenom serie för serie, för att stanna till och växa till sig i division 1. De senaste säsongerna har laget spelat i högsta serien. Elitseriekontraktet hängde dock på en skör tråd i början, men nu har laget etablerat sig på den övre halvan.
Damlaget bildades bara någon månad efter föreningens uppkomst. Tjejerna följde i killarnas spår, och gick rakt igenom tabellerna upp till den högsta serien, vilket dock bara varade en säsong. Efter det har laget huserat i toppen av division 1 norra. Säsongen 05/06 tog de klivet upp i elitserien och där spelade laget fram till säsongen 2019/2020 när laget blev nedflyttat till allsvenskan när serien avbröts med två matcher kvar att spela. Detta på grund av coronapandemin
Säsongen 2022–2023 hamnade herrlaget på nedflyttningsplats i Svenska Superligan efter 26 raka säsonger i Sveriges högsta division.